# Лукшис, Повилас
Повилас Лукшис (лит. Povilas Lukšys; 7 июля 1979 Перлоя, Литовская ССР) — литовский футболист, нападающий. Выступал за сборную Литвы.

## Биография

### Клубная карьера
Дебютировал в чемпионате Литвы в сезоне 1995/96, выступая за клуб «Алса». В 1996 году перешёл в «Экранас», где провёл более 10 лет и сыграл свыше трёхсот матчей в высшей лиге. В составе «Экранаса» Лукшис дважды становился лучшим бомбардиром национального чемпионата (в 2004 и 2007 годах), а также стал чемпионом страны в сезоне 2005. Покинув клуб по окончании сезона 2007, игрок перешёл в клуб «Судува», где отыграл два сезона. Летом 2009 года Лукшис подписал контракт с польским клубом «Полония» Бытом. В августе того же года он сыграл 2 матча в высшей лиге Польши, но позже перестал попадать в заявку команды и в 2010 году вернулся в «Судуву», где в том же сезоне вновь стал лучшим бомбардиром литовской лиги.
Зимой 2013 года футболист вновь отправился в Польшу, на этот раз в команду из третьей лиги «Вигры», где выступал до конца сезона и сыграл 15 матчей (забил 3 гола). Летом того же года Лукшис перешёл в рижскую «Даугаву», а следующей зимой вернулся в «Вигры», где провёл ещё полгода. Вернувшись в Литву в 2014 году, несколько лет выступал за команды первой лиги, а в 2017 завершил игровую карьеру.
По состоянию на 2019 год является лучшим бомбардиром чемпионатов Литвы за всю историю (193 гола).

### Карьера в сборной
В 2006 году Лукшис принял участие в трёх товарищеских встречах сборной Литвы со сборными Албании, Польши и Молдавии. После значительного перерыва вновь сыграл за сборную 6 июня 2009 года, появившись на замену в матче отборочного турнира чемпионата мира 2010 против сборной Румынии. В дальнейшем за сборную не выступал.

## Достижения

### Командные достижения
«Экранас»
- Чемпион Литвы: 2005
- Обладатель Кубка Литвы: 1999/2000

«Судува»
- Обладатель Кубка Литвы: 2008/09

### Личные достижения
- Лучший бомбардир чемпионата Литвы (3): 2004 (19 голов), 2007 (26 голов), 2010 (16 голов)